# Merremia bracteata
Merremia bracteata är en vindeväxtart som beskrevs av P.S. Bacon. Merremia bracteata ingår i släktet Merremia och familjen vindeväxter. Inga underarter finns listade i Catalogue of Life.